# Ротман, Юхан
Ю́хан Сте́нссон Ро́тман (швед. Johan Stensson Rothman) (24 февраля 1684 года, Векшё, — 20 июля 1763, там же) — шведский медик, натуралист и педагог, один из учителей Карла Линнея.

## Биография
В 1703 году Ротман начал учиться в Уппсальском университете, там же, где учились Улоф Рудбек-младший и Ларс Руберг, позже также ставшие учителями Линнея.
После окончания университета Ротман отправился в 1713 году в Нидерланды, где в Лейдене посещал лекции Германа Бургаве. В университете Хардервейка в качестве диссертации он предложил диспут Observatt. circa nuperam pestem Stockholmensem, защитил её; затем служил в больнице в Лейдене.
После возвращения в Швецию из Лейдена в 1714 году и сдачи практического экзамена Ротман стал провинциальным врачом в округе Крунуберг. С 1720 года работал в гимназии в Векшё, преподавал естественную историю. Он находился под влиянием взглядов Себастьяна Вайяна на значение цветка у растений. Эти взгляды он передал одному из своих учеников, Карлу Линнею. Ротман и далее (до 1755 года) работал врачом, хотя уже в 1749 году он ослеп.

## Семья
Жена — Анна Элизабет Ротман (Anna Elisabeth Rothman), урождённая Рудебек (Rudebeck). У них было 12 детей.
Натуралист и врач Йоран Ротман (1739—1778), один из «апостолов Линнея», — сын Юхана Ротмана.